# George Tomkyns Chesney
George Tomkyns Chesney (né le 30 avril 1830 à Tiverton, Devon et mort le 31 mars 1895), est un général de l'Armée Britannique , frère du Colonel Charles Cornwallis Chesney et de l'écrivain Mathilde Mariale. Pullan.

## Biographie
Formé à Blundell de l'École, Tiverton, et à Addiscombe Militaire Séminaire, George Tomkyns Chesney est entré en 1848 chez les  Ingénieurs du Bengale comme sous-lieutenant. Il a travaillé pendant quelques années dans le département des travaux publics et lors du déclenchement de la rébellion Indienne de 1857, il a rejoint la colonne Ambala  comme ingénieur de terrain lors de la bataille de Badli-ki-Serai, lors du siège de Delhi, il a été gravement blessé lors de l'assaut ce qui lui valut deux distinctions. 
En 1860, il est nommé à la tête d'un nouveau département de travaux publics. Son travail sur les  la vie Politique des Indiens  (1868), a attiré une large attention .
En 1871, il contribue de façon anonyme au Blackwoods Magazine et écrit l'histoire  de La Bataille de Dorking, un récit  d'une prétendue invasion de l'Angleterre par les Allemands après leur victoire sur la France. Souvent republié dans de nombreuses éditions et traductions, il est considéré comme l'un des  textes fondateurs du genre littéraire  de fiction.
George Tomkyns Chesney a été promu lieutenant-colonel en 1869, colonel en 1877, major-général en 1886, lieutenant-général en 1887, commandant-colonel des Royal Engineers, en 1890, et  général en 1892.
À partir de 1881 il a été fait Compagnon de l'Ordre de l'Étoile d'Inde (C. S. I.) et Compagnon de l'Ordre de l'Empire des Indes (C. I. E.) par le gouverneur général de l'Inde,
De 1886 à 1892, en tant que membre militaire du conseil du gouverneur général , il a réalisé de nombreuses réformes de l'armée.
Il a également défendu « l'Indianization », c'est-à-dire l'admission des Indiens dans du corps supérieur des officiers de l'Armée Indienne. Cependant, il a échoué, principalement en raison de l'opposition du Général Frederick Roberts, le commandant en chef de l'Armée des Indes, qui a affirmé que ces postes d'officiers ont été « correctement réservés aux Britanniques ». Il a été fait Compagnon de l'Ordre du Bain (C. B.) au jubilé de 1887, et  Chevalier Commandeur de l'Ordre du Bain (K. C. B.) en l'honneur du Nouvel An (liste du 1er janvier 1890). En rentrant de l'Inde en 1892, il a été élu au Parlement du Royaume-Uni comme candidat du  Parti Conservateur, en tant que membre d'Oxford. Il a été président du Comité du Service des Membres de la Chambre des Communes jusqu'à sa mort.
Il est mort subitement d'une angine de poitrine à son domicile, au 27 Inverness Terrace à Londres, le 31 mars 1895, et a été enterré à Englefield Green, dans le Surrey, le 5 avril 1895.

## La famille
George Tomkyns Chesney s'est marié, en 1855 avec  Annie Louisa, fille de George Palmer de Purneah, Bengale, qui lui a donné quatre fils et trois filles et lui a survécu.

## Travaux
Il a écrit des romans, 
- La Bataille de Dorking
- The Dilemma,
- The Private Secretary,
- The Lesters, et a contribué à divers  périodiques.[1]

Anthologie
- Before Armageddon : Une Anthologie de l'époque Victorienne et Édouardienne, science-fiction publiée avant 1914 (1976)